# Nørdstedalseter
Nørdstedalseter is een bemande toeristenhut van Den Norske Turistforening in het gebergte Breheimen in de omgeving van Bismo in de gemeente Luster in de provincie Vestland in het midden van Noorwegen.
De hut ligt op circa 937 meter boven zeeniveau aan een zijweg van de Sognefjellsweg bij Fortun. Andere berghutten in de omgeving zijn Sota Sæter en de Sognefjellshytta.